# Sudetenland

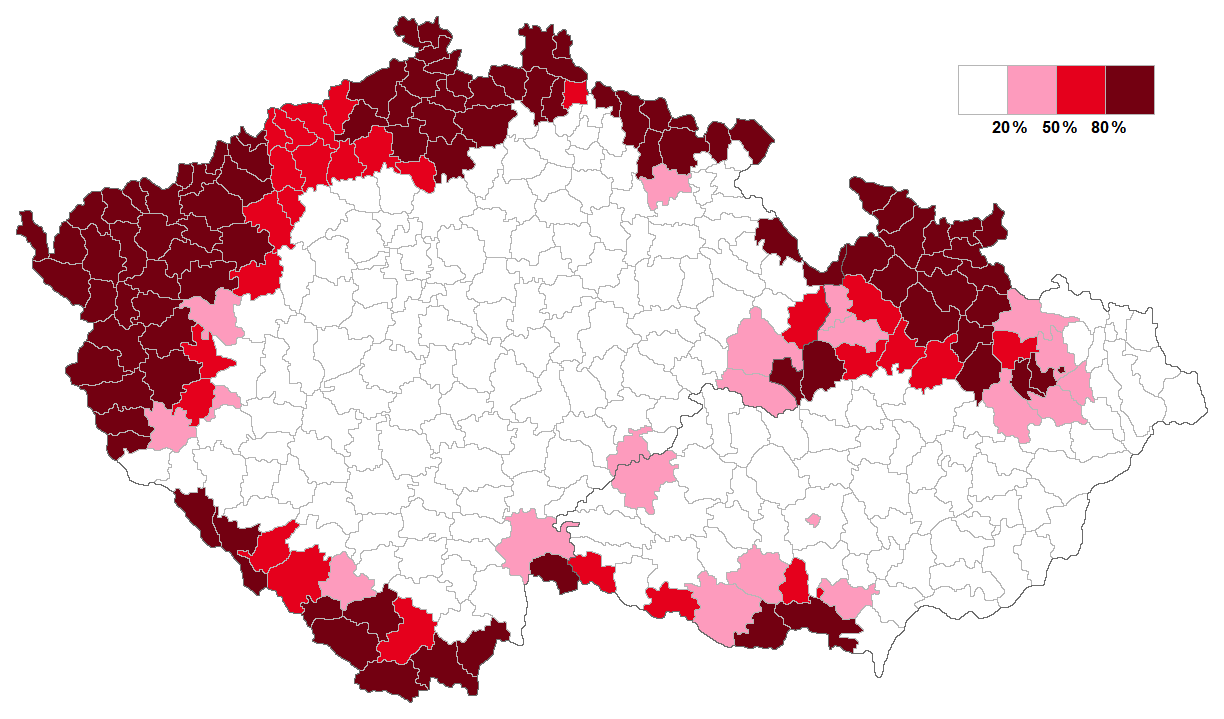
Regiunile de limbă maternă germană, în cadrul granițelor actualei Republici Cehe, numite Sudetenland perioada interbelică.

Sudetenland sau Regiunea Sudeților (în germană Sudetenland; în cehă  și slovacă Sudety; în poloneză Kraj Sudetów) a fost numele folosit în prima jumătate a secolului al XX-lea pentru regiunile locuite în principal de germani, în regiunile de graniță din Boemia, Moravia și acele părți ale Sileziei asociate cu Boemia. 
Numele derivă de la cel al Munților Sudeți, deși trebuie spus că Sudetenland se extinde dincolo de regiunea muntoasă. Locuitorii germani ai regiunii au fost numiți „germani din Sudeți” (în germană Sudetendeutsche, în cehă Sudetští Němci, în poloneză Niemcy Sudeccy). 
Din punct de vedere politic, regiunea a aparținut Imperiului Austriac până în 1918, din 1918 până în 1938 Cehoslovaciei, din 1938 până în 1945 Germaniei, iar din 1945 până în 1993 din nou Cehoslovaciei. După anul 1993, odată cu dizolvarea statului cehoslovac, regiunea Sudeților este parte a Republicii Cehe. Denumirea a încetat însă să mai fie folosit după expulzarea a aproape întregii populații de etnie germană din Cehoslovacia în 1946. 

## Istoria regiunii Sudeților
Din punct de vedere istoric, teritoriile cunoscute mai târziu ca Sudetenland au aparținut regiunilor Boemia, Moravia și Silezia. În timp ce Sudetenland nu a format o singură regiune istorică, cu excepția perioadei în care au fost unite sub coroana Boemiei, este greu de scris o istorie a Sudeților distinctă de cele ale Boemiei și Moraviei până la apariția naționalismului în secolului al XIX-lea. 

### Originile și apartenența timpurie la Austria
Regiunile care aveau să se numească mai târziu Sudetenland erau situate la granițele Regatului Boemiei, alături de Moravia și Silezia, care regat era la rândul lui parte a Sfântului Imperiu Roman. După stingerea Dinastiei Přemyslid, regatul a fost condus de Casa de Luxemburg, mai târziu de Dinastia Jagiellonă, pentru ca în sfârșit să ajungă sub coroana Habsburgilor. Încă din secolul al XIII-lea și în continuare, regiunile de graniță ale Boemiei și Moraviei, care aveau să fie denumite mai târziu Sudetenland, au fost populate de germani, aduși în zonă de stăpânii feudali slavi. 
Habsburgii au integrat regatul Boemiei și Moraviei în Imperiul Austriac, din care a făcut parte fără întrerupere până în 1918. În secolul al XIX-lea, odată cu apariția naționalismului, conflictele dintre cehi și germani s-au înmulțit, așa cum au fost cele din timpul revoluțiilor de la 1848, în care populația vorbitoare de limbă germană dorea să participe la construirea statului național german, în timp ce populația slavă cehă dorea să scoată Boemia din cadrul unui asemenea stat.

### Apariția termenuluiSudetenland

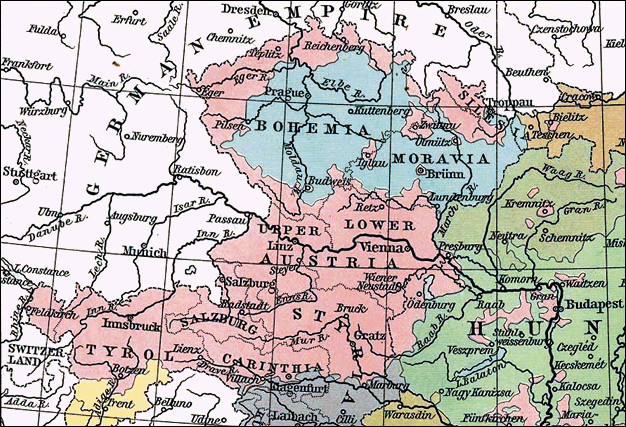
Distribuția populației în Imperiul Austriac în 1911 (regiunile cu populație majoritar germană - roz, cele cu populație majoritar cehă albastru)

Odată cu creșterea naționalismului, numele Sudetendeutsche (germanii din Sudeți) a apărut la începutul secolului al XX-lea, la început ca parte clasificării celor trei mari grupuri de germani din Imperiul Austriac: Alpendeutsche (germanii din Alpi) din ceea ce avea să devină mai târziu Republica Austria, Balkandeutsche (germanii din Balcani) din Ungaria și regiunile mai la răsărit de aceasta și Sudetendeutsche în regiunea în discuție. Dintre toate aceste trei denumiri, Sudetendeutsche a supraviețuit mai ales datorită conflictului din Boemia. 

### Schimbările de după primul război mondial
După primul război mondial, Austro-Ungaria s-a dezmembrat. La sfârșitul anului 1918, a apărut statul independent Cehoslovacia, compus din teritoriile Regatului Boemiei. Deputații germani din Boemia, Moravia și Silezia din Reichsrat (parlamentul imperial) au refuzat să recunoască noul stat. În schimb, ei au proclamat unirea tuturor regiunilor locuite de etnicii germani într-o nouă republică Austria Germană, care, la rândul ei urma să se unească cu Germania. 
Au fost stabilite patru guvernorate și unitățile teritoriale respective:
- Boemia Germană (Deutschböhmen) – regiunile Boemiei de nord și vest au fost proclamate land constituent al Republicii Austriece Germane cu capitala la Reichenberg, land administrat de Landeshauptmannul (căpitanul landului) Rafael Pacher (1857-1936), 29 octombrie - 6 noiembrie 1918, după care de Rudolf Ritter von Lodgman von Auen (1877 - 1962), 6 noiembrie - 16 decembrie 1918. După ce ultimul oraș important al regiunii a fost cucerit de armata cehă, Landeshauptmann a continuat să-și exercite funcția în exil, la început în Zittau, în Saxonia, după care în Viena, până pe 24 septembrie 1919.
- Sudetenland – regiunile Moraviei nordice și Silezia Austriacă, proclamat land constituent al Republicii Austria Germană cu capitala la Troppau, administrat de Landeshauptmann Robert Freissler (1877–1950), 30 octombrie - 18 decembrie 1918.
- Pădurea Boemiei (Böhmerwaldgau) – regiune în Boemia de Sud – proclamată district (Kreis) al landului existent la acea vreme Austria Superioară, administrat de Kreishauptmannul (căpitanul districtului) Friedrich Wichtl (1872–1922) din 30 octombrie 1918.
- Moravia germană de Sud (Deutschsüdmähren) – proclamată district (Kreis) al landului existent Austria Inferioară, administrat de Kreishauptmannul Oskar Teufel (1880–1946) din 30 octombrie 1918.

Aceste patru unități administrative au fost desființate de trupele cehoslovace în același an. 
Anumite colectivități minoritare germane din Moravia, inclusiv cele din Brno, Jihlava și Olomouc, au încercat de asemenea să proclame unirea cu Austria Germană, dar au eșuat în tentativa lor.
Tratatul de Saint-Germain din 1919 consfințea formarea noului stat cehoslovac, care includea și teritoriile locuite de minoritatea germană. 

### Sudetenlandîn componența Republicii Cehoslovace (1918–1938)
În conformitate cu rezultatele recensământului din 1921, în toată Cehoslovacia trăiau 3 123 000 de germani, adică 23,4% din întreaga populație. 
Controversele dintre cehi și minoritatea germană, (minoritate națională care reprezenta majoritate relativă a populației din Sudetenland), s-au manifestat mocnit de-a lungul anilor deceniului al treilea pentru ca să se intensifice în deceniului al patrulea al secolului trecut. 
În anii Marii Depresiuni, regiunile muntoase locuite de minoritatea germană, alături de alte regiuni periferice ale Cehoslovaciei, au fost puternic lovite de recesiunea economică, mult mai mult decât restul regiunilor țării. Spre deosebire de alte regiuni mai puțin dezvoltate, în regiunea bine industrializată a Sudeților, recesiunea a lovit întreprinderile legate de export (fabricile pentru prelucrarea sticlei, ale industriei textile), foarte vulnerabile în perioadele de criză economică. 
Rata ridicată a șomajului a făcut populația mult mai sensibilă la mesajele mișcărilor populiste sau naționaliste (comuniste sau fasciste). În acești ani, partidele naționaliștilor germani, (iar mai târziu al Sudetendeutsche Partei (SdP)), și programele lor radicale au câștigat o uriașă popularitate în rândul populației germane din Cehoslovacia.

### Criza Sudeților și anexarea regiunii de către Germania Nazistă
După 1933 Partidul Național Socialist al Germanilor din Sudeți (SdP) a dus o politică de escaladare a conflictului cu autoritățile statului cehoslovac. Liderul partidului, Konrad Henlein, avea o înțelegere secretă cu Partidul Nazist la putere în Germania și adresa numeroase noi cereri greu de satisfăcut pentru autoritățile centrale, astfel încât Hitler să aibă motiv pentru a interveni în conflict. 
Imediat după anexarea Austriei de către Germania nazistă (Anschluss) în martie 1938, Hitler s-a autoproclamat apărătorul locuitorilor etnici germani din Cehoslovacia, declanșând „Criza Sudeților”.
Naziștii, împreună cu aliații lor germani din Sudeți, cereau încorporarea regiunii în Germania Nazistă, pentru a-i salva de opresiune pe germanii cehoslovaci. În vreme ce guvernul cehoslovac a hotărât mobilizarea armatei, puterile occidentale au făcut presiuni asupra autorităților de la Praga să accepte cererile naziste, sperând astfel că se va reuși să evite izbucnirea unui război general printr-o politică pacifistă. 
Primul ministru britanic, Neville Chamberlain, s-a întâlnit cu Adolf Hitler la Berchtesgaden pe 15 septembrie și a căzut de acord cu cedarea regiunii Sudetenland. Trei zile mai târziu, primul ministru francez, Édouard Daladier, a căzut de acord cu această cedare. La aceste discuții nu a fost invitat vreun reprezentant al Cehoslovaciei. 

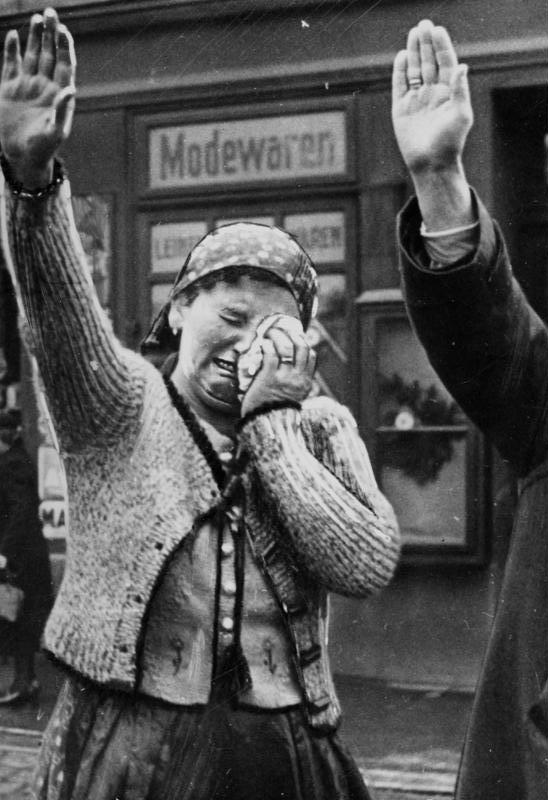
Imagine care a apărut pentru prima oară în ziarul nazist Völkischer Beobachter, înfățișând în mod ostentativ o germană din Sudeți din localitatea Asch plângând de bucurie în momentul în care Hitler a traversat în 1938 fosta frontieră ceho-germană. Propaganda aliată a folosit aceeași imagine în propriile scopuri.

Chamberlain s-a întâlnit cu Hitler în Godesberg pe 22 septembrie pentru confirmarea înțelegerilor făcute anterior. Hitler însă, care avea ca obiectiv folosirea crizei pentru declanșarea unui război, a cerut nu numai anexarea Sudetenland, dar și ocuparea militară imediată a zonei, ceea ce nu ar fi permis armatei cehoslovace să-și desfășoare din nou forțele potrivit noilor granițe. Pentru a evita un conflict de proporții, primul ministru italian, Benito Mussolini, a propus convocarea unei conferințe a marilor puteri la München pe 29 septembrie. Hitler, Daladier și Chamberlain au fost de acord cu propunerea lui Mussolini, pregătită în secret de Hermann Göring, și au semnat Acordul de la München, prin care era acceptată ocuparea imediată a regiunii Sudetenland. Guvernul cehoslovac, deși nu a fost invitat la conferință, a promis pe 30 septembrie că va accepta hotărârile marilor puteri. 
Ocuparea zonei Sudetenland de către germani s-a desfășurat între 1 și 10 octombrie 1938. Unificarea regiunii cu Germania Nazistă a fost urmată de expulzarea celei mai mari părți a cehilor din zonă în Cehoslovacia ciuntită. 
Restul teritoriului cehoslovac a fost invadat și anexat de Germania Nazistă în martie 1939.

### Sudetenlandca parte a Germaniei Naziste
Sudetenland a fost inițial plasată sub administrația militară condusă de un guvernator militar, generalul Wilhelm Keitel. Pe 21 octombrie 1938 teritoriile sudice anexate au fost împărțite între regiunile administrative germane învecinate. 
Părțile de nord și de vest au fost reorganizate ca Reichsgau Sudetenland, iar orașul Reichenberg (Liberec) a devenit capitală administrativă. Konrad Henlein (devenit membru al NSDAP) a administrat regiunea, întâi ca Reichskommissar (până pe 1 mai 1939), apoi ca Reichsstatthalter (1 mai 1939–4 mai 1945). Sudetenland era formată din trei districte: Eger (capitala la  Karlsbad), Aussig (Aussig) și Troppau (Troppau).

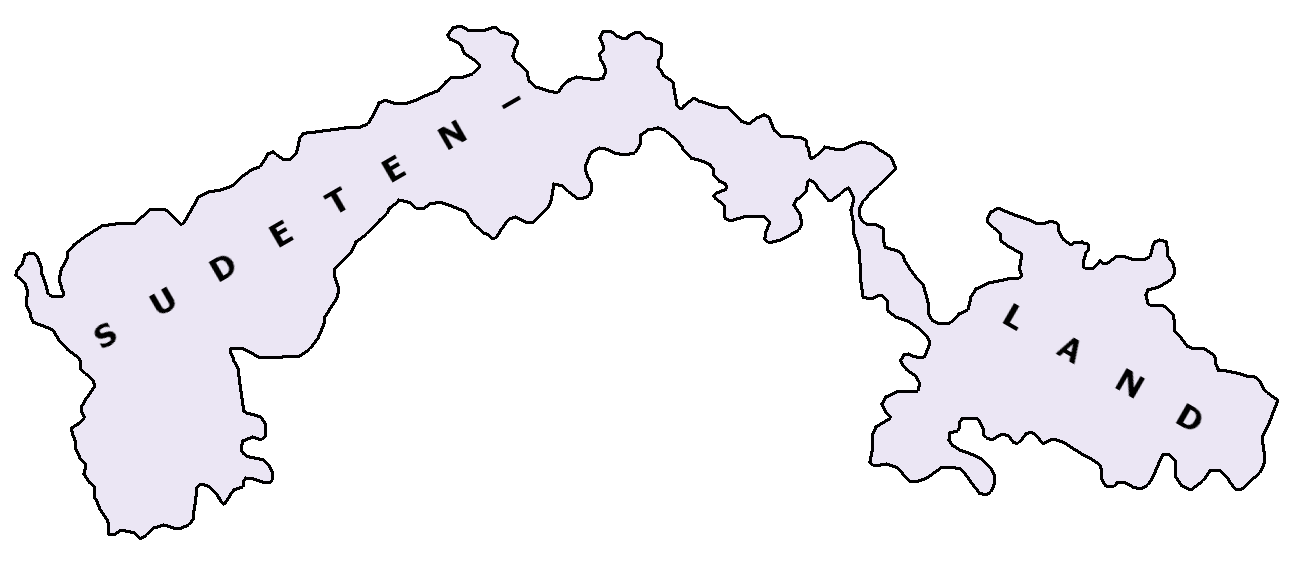
Sudetenland Gau

La scurtă vreme după anexare, a început persecutarea evreilor care trăiau în Sudetenland. După numai câteva săptămâni a fost declanșat marele pogrom "Kristallnacht". La fel ca și în restul Germaniei, cele mai multe sinagogi au fost incendiate și mulți evrei au fost trimiși în lagăre de concentrare. În anii care au urmat, ocupanții au transportat în lagărele morții peste 300 000 de evrei cehoslovaci. Peste 90% dintre cei deportați în lagărele de concentrare au fost uciși imediat sau au murit în lagăre din cauza bolilor, bătăilor, malnutriției, muncii extenuante sau a execuțiilor sumare. Nu numai evreii au fost persecutați, dar în egală măsură au suferit numeroși cehi, socialiști, comuniști și pacifiști germani, iar viața comunităților și cultura au fost afectate de ceea ce s-a numit Gleichschaltung.
În ciuda acestor fapte, pe 4 decembrie 1938, în cadrul alegerilor din Reichsgau Sudetenland, 97,32% din participanții la vot și-au exprimat preferința pentru NSDAP. Aproximativ jumătate de milion de germani sudeți au devenit membrii Partidului Nazist, adică 17,34% din populația germană din Sudetenland, o proporție mai ridicată decât în restul Germaniei, unde se înscriseseră în partid 7,85% dintre locuitori. Deoarece cunoșteau limba cehă, numeroși germani sudeți au fost angajați în administrația Protectoratului Boemiei și Moraviei, și în organele represive naziste (de exemplu în Gestapo). Cel mai cunoscut dintre acești germani a fost Karl Hermann Frank, general SS și de poliție, secretar de stat în Protectorat. 

### Deportările de după încheierea celui de-al doilea război mondial
După încheierea celui de-al doilea război mondial, la Conferința de la Potsdam din 1945, s-a hotărât ca germanii sudeți să părăsească Cehoslovacia (Pentru amănunte vedeți și Strămutarea germanilor după al doilea război mondial). Drept consecință a uriașei ostilități a cehilor față de toți germanii, marea majoritate a germanilor a fost expulzată. Deși legislația cehoslovacă prevedea că pot rămâne acei germani care puteau dovedi activitatea lor antinazistă, în multe cazuri aceste prevederi nu au fost respectate. Există estimări care apreciază numărul germanilor expulzați din Cehoslovacia la aproximativ 3 milioane de oameni. Expulzările au fost de multe ori asociate cu diferite excese, inclusiv cu asasinate, așa cum a fost „Marșul morții de la Brno” (Brünner Todesmarsch, marșul forțat a aproximativ 20 000 de etnici germani din Brno spre granița austriacă la sfârșitul lunii mai a anului 1945). Sunt cunoscute în jur de 24 000 de cazuri certe de decese legate de expulzări (decese datorate asasinatelor, sinuciderilor, bolilor, vârstei, etc), 62 000 de persoane au fost raportate dispărute, dar moartea lor nu a putut fi verificată de autorități. Practic, toate proprietățile germanilor sudeți au fost confiscate de statul cehoslovac în conformitate cu prevederile decretelor lui Beneš. 
Mulți dintre germanii care au rămas la început în Cehoslovacia, au emigrat mai târziu în Germania de Vest. Conform rezultatelor recensământului desfășurat în Republica Cehă în 2001, aproximativ 40 000 de persoane s-au declarat de etnie germană. Termenul Sudetenland are în zilele noastre doar o semnificație istorică, legată de cele mai multe ori de trecutul nazist. 
Germanii sudeți și urmașii acestora sunt reprezentați de mai multe organizații, cele mai cunoscute fiind Sudetendeutsche Landsmannschaft, Verband der Sudetendeutschen și Ackermann-Gemeinde.